# Ernst Bernhard

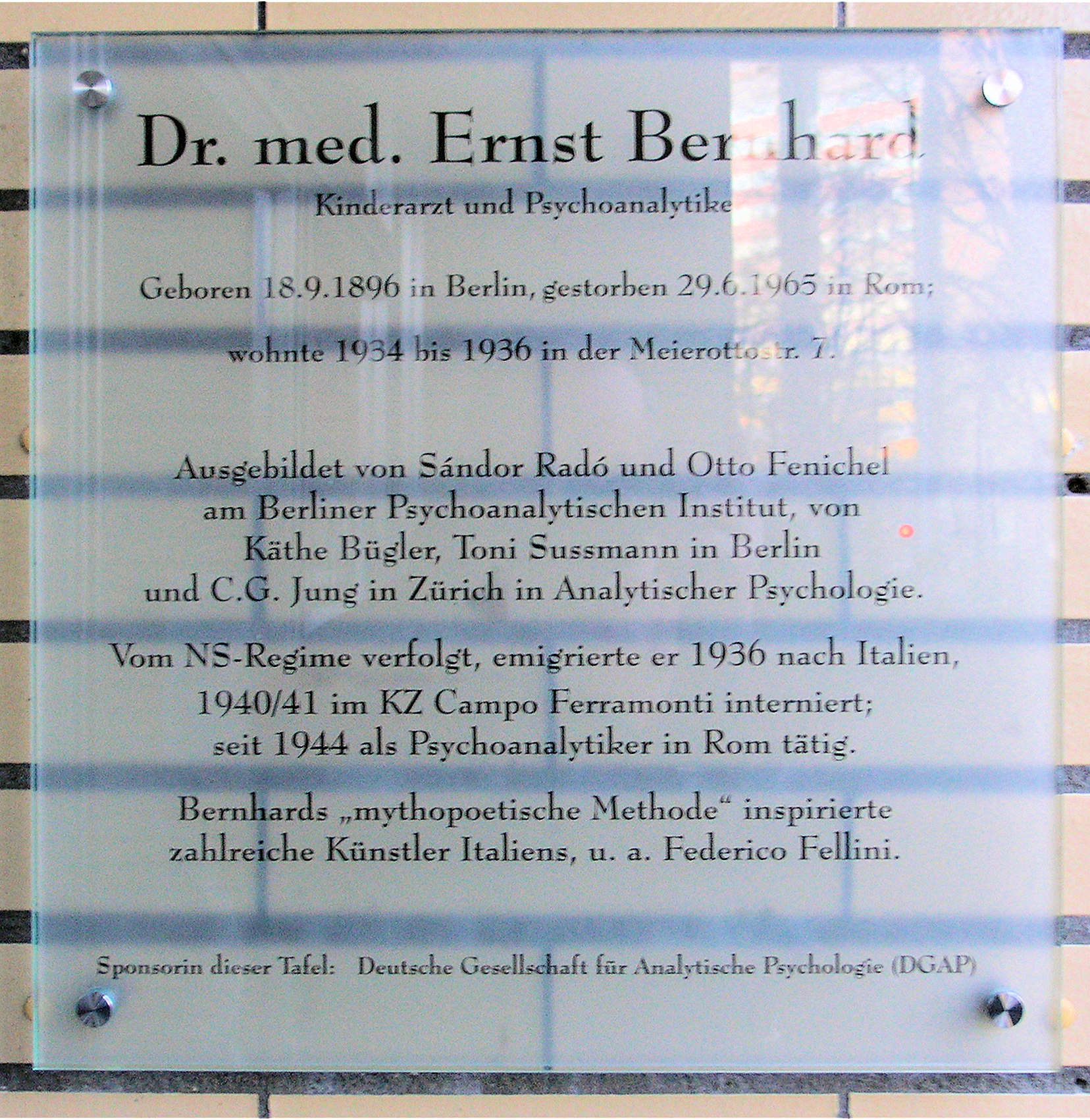
Gedenktafel in der Meierottostr. 7 in Berlin

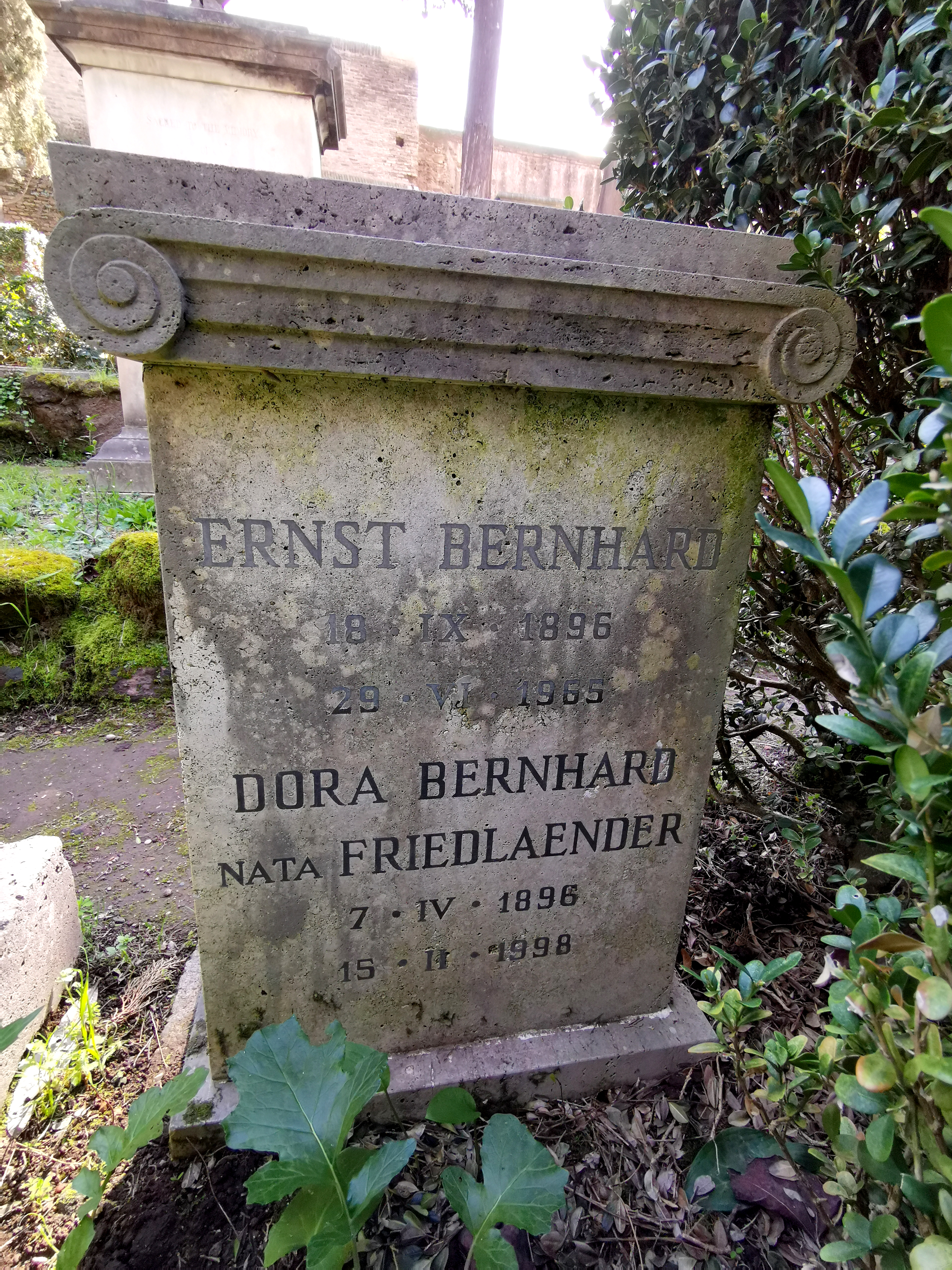
Grab auf dem Nichtkatholischen (Protestantischen) Friedhof Rom

Ernst Bernhard (* 18. September 1896 in Berlin; † 29. Juni 1965 in Rom) war ein deutscher Psychoanalytiker.

## Leben
Aus einer jüdischen Familie stammend studierte Bernhard zunächst Medizin und wurde Kinderarzt; später wandte er sich der Analytischen Psychologie zu. 
Ab 1935 war er ein Staatenloser und arbeitete in Zürich mit Carl Gustav Jung. Nach den Nürnberger Rassengesetzen wollte Bernhard wie Freud nach England auswandern, wurde jedoch wegen seiner esoterischen Interessen wie Handlesen und Astrologie abgewiesen. Stattdessen ließ er sich mit seiner Frau in Rom nieder. Dort wurde er Teil einer Gruppe um den Freud-Schüler Edoardo Weiss.
1940 wurde Bernhard verhaftet und in einem KZ in Kalabrien inhaftiert, aus dem er im Folgejahr dank des Eingreifens von Giuseppe Tucci freigelassen wurde.
Bernhard kehrte zurück nach Rom und lebte während der Nazi-Besatzung versteckt. Nach Kriegsende nahm er seine Tätigkeit als Psychoanalytiker wieder auf und behandelte u. a. Federico Fellini, Natalia Ginzburg, Giorgio Manganelli, Cristina Campo, Roberto Bazlen, Luciano Emmer, Vittorio De Seta und Adriano Olivetti.
Zu seinen Schülern gehörten Aldo Carotenuto, Mario Trevi, Bianca Garufi, Gianfranco Draghi, Carlo L. Iandelli, Silvana Radogna, Claudio Modigliani, Paolo Aite, Marcello Pignatelli, Michele Pignatelli, Mariella Loriga, Francesco Montanari, Gianfranco Tedeschi, Mario Realfonzo, Silvia Montefoschi, Mario Moreno, Enzo Lezzi, Enrico Rasio, Francesco Minozzi und Hélène Erba-Tissot.